# سجده (سوره)

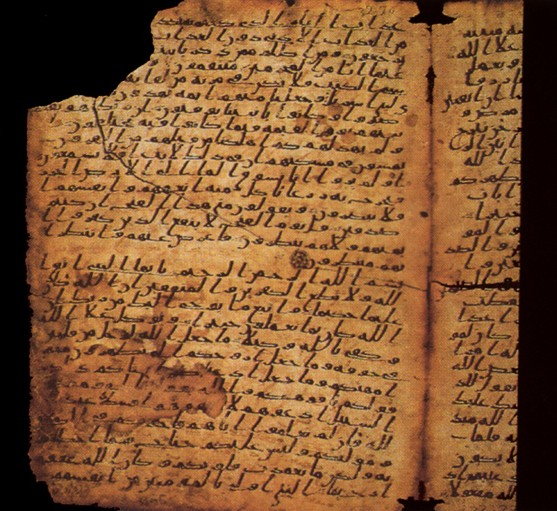
نسخه‌ای از نسخه‌های خطی صنعا شامل آیات انتهایی سوره سجده و آیات ابتدایی سوره احزاب به خط حجازی متعلق به قرن اول هجری.

سوره سجده سوره ۳۲ از قرآن است و ۳۰ آیه دارد.
پانزدهمین آیه این سوره آیه سجده واجب دارد. این سوره مشهور به مکی بودن است اما برخی آیات ۱۸ تا ۲۰ را مدنی می‌دانند، گرچه سیاق این آیات نشاندهندهٔ مدنی بودن آنان نیست. این سوره الم تنزیل و مضاجع (به خاطر آیهٔ ۱۶ آن) نامیده شده‌است.
محتوای سوره پیرامون عظمت قرآن، نشانه‌های خدا در آسمان‌ها و زمین، آفرینش انسان، رستاخیز، سرنوشت مؤمنان و فاسقان، تاریخ بنی‌اسرائیل و موسی و امت‌های پیشین، و توحید است.